# Lotus azoricus
Lotus azoricus, comummente conhecida como lótus-dos-açores, é uma espécie de plantas herbáceas pertencente à família das Fabáceas, endémica nos Açores. A espécie é protegida pela Convenção de Berna e pela Diretiva Habitats.